# オープンコンテント

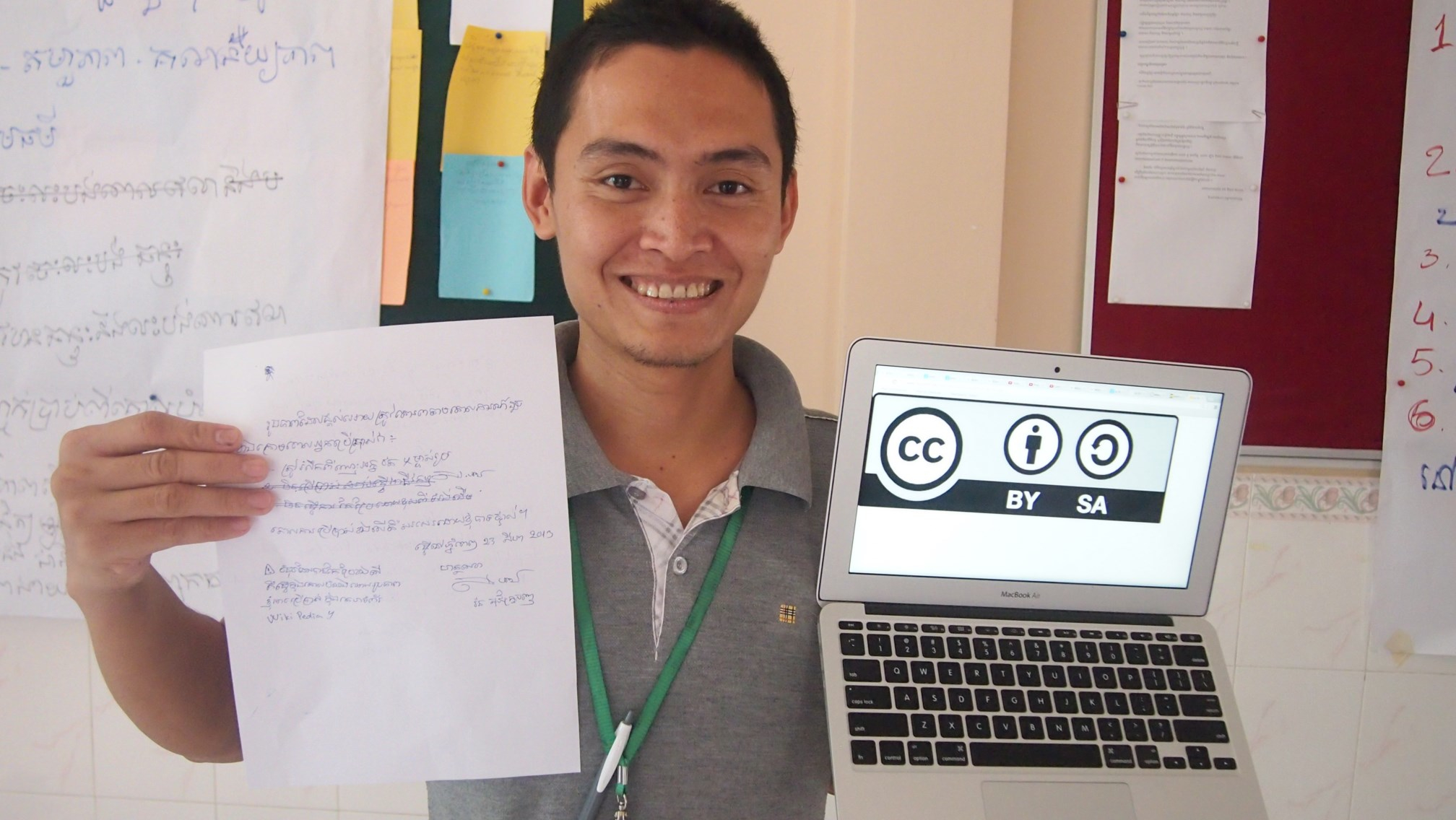
クリエイティブ・コモンズ・ライセンス 左手にコモンズ証 右手にリーガル・コード

オープンコンテント（英: open content）は、オープンソースから類推によって作られた文章・画像・音楽などの著作物を利用者が自由に利用・修正・再頒布することを許諾した作品（コンテンツ）の総称である。
利用・修正・再頒布が許諾された作品に類する概念・用語は複数存在しており、オープンコンテント・オープン作品・自由文化作品・フリーコンテントなどがある。
オープンコンテントは作品の改変するための元データと最終成果物のみを公開することで、創造の過程や更新の過程なども共有して作品の修正をより自由に行うことを手助けすることができる。オープンコンテントは著作権法の下に作品利用が許諾されており、その利用に際する制約は作品に適用されているオープンライセンスに依存する。オープンコンテントの概念はユーザー生成コンテント・メディア・ソフトウェア・エンジニアリング・研究・教育・立法など多数の分野で応用されていた。

## 定義
オープンコンテントの概念は類似した思想・用語が複数存在しており、それぞれ異なる背景や理念を持っている。
オープンコンテント・プロジェクトはオープンコンテント（英: Open Content）を、自由で恒久的な5R、Retain（保持）・Reuse（再利用）・Revise（改変）・Remix（編集）・Redistribute（再頒布）の権限を利用者に提供するライセンスで頒布されるコンテンツと説明している。
オープンナレッジ・インターナショナルはオープン作品（英: Open Works）を、オープンの定義（英: Open Definition）においてオープンライセンスが課せられ、高々一回限りの利用許諾費用でインターネットを介してダウンロード可能で、修正可能なオープンフォーマットで頒布されるコンテンツと定義している。
エリック・メーラーたちは自由文化作品（英: Free Cultural Works）およびフリーコンテント（英: Free Content）を、自由文化作品の定義（英: Definition of Free Cultural Works）において誰でも目的を問わず自由に学習・利用・修正が可能な作品と定義している。

## 歴史

Open Content Projectのロゴ (1998)

オープンコンテントの概念と用語は、1998年、デイビット・ウィレイが設立したオープンコンテント・プロジェクトがOpen Content Licenceを策定したものが根源となっている。この時、オープンコンテント・プロジェクトは、オープンコンテントをオープンソースや自由ソフトウェアのコミュニティが利用するものに類似するライセンスを適用した自由な利用・修正・再頒布が可能なコンテンツと定義していた。ただし、この時の定義はオープンコンテントを商用に用いてはならない制約を含んでおり、厳密にはOpen Content Licenceも適合するものではなかった。その後、オープンコンテントの公開性を5Rs、Retain（保持）・Reuse（再利用）・Revise（改変）・Remix（編集）・Redistribute（再頒布）で述べた。また、オープンコンテントと著作権法の平行性についても言及し、著作権法に従って著作権保持者がライセンスで作品の利用を許諾することを述べた。オープンソースの定義や自由文化作品の定義と異なり、オープンコンテントとして名乗るために作品が承認されなければならない明確な基準は存在していない。それ以来、各団体やライセンスで汎用・洗練され、従来の著作権制約を伴わないより広い利用範囲を持つ作品の在り方が登場した。
2001年、ローレンス・レッシグは著作者が自らの著作物の再利用を許可するライセンスであるクリエイティブ・コモンズ・ライセンスを策定するクリエイティブ・コモンズを設立した。2003年、デイビット・ウィレイはクリエイティブ・コモンズにDirector of Educational Licensesとして参加し、同団体でのオープンコンテントの促進活動を支援することを発表した。
2004年、ルーファス・ポロックはイギリスのケンブリッジでオープンなコンテンツとデータを促進・共有する国際非営利団体となるオープンナレッジ財団を設立した。2007年、オープンナレッジ財団は「オープンナレッジ」を定義するオープンナレッジの定義を発表した。2014年10月、オープンソースの定義・自由ソフトウェアの定義・自由文化作品の定義と同様に、オープンナレッジ財団はオープンの定義 バージョン2.0でオープン作品とオープンライセンスを定義した。その他の定義との明確な違いは、パブリックドメインを中心にしていることと、利便性（オープンアクセス）と可読性（オープンフォーマット）に焦点を当てていることである。
2005年10月、Yahoo!、インターネットアーカイブ、カリフォルニア大学、トロント大学などはデジタルスキャン文書のアーカイブの永久的な構築を目的としたOpen Content Allianceを設立した。2008年5月までマイクロソフトもLive Book Searchプロジェクトの一環としてOpen Content Allianceの活動に参加していた。デジタルスキャン文書のアーカイブの一部はインターネットアーカイブのオンラインコレクションとして保存されている。
2006年、エリック・メーラー・リチャード・ストールマン・ローレンス・レッシグ・ベンジャミン・マコ・ヒルたちはフリーコンテントを定義する自由文化作品の定義を発表した 。2008年、クリエイティブ・コモンズ・ライセンスを自由文化作品の定義に準拠した自由文化作品の公認ライセンスと承諾した。自由文化作品の定義はウィキペディアでも参照されている。

## 法的基点
著作物の法的な基点として、コピーライト・パブリックドメイン・コピーレフトおよびライセンスがある。

コピーライト

コピーライトは、著作権法の下に著者や作者の作品の複製・掲載などの著作物の利用権利を制御する概念である。多くの司法圏においてコピーライトは有効期限を持ち、一定年数の経過によりその効力を失効して作品をパブリックドメインの元へと移行する。著作権法は知的作品・芸術作品の作者の権利とその作品を利用する他者の権利のバランスを取っている。コピーライトの有効期間内において、フェアユースを除いて、著作物は作者の許諾を得て利用・修正・再頒布を可能とする。古典的なコピーライトの概念は、第一に作品利用やフェアユースに際してロイヤルティーの支払い義務などにより著作物の利用を制限する。第二に作者の予期しない著作物の利用を抑制する 。第三にマッシュアップやコラボレーションのような派生作品の生産を制限し、作者同士の区分を認識させる。

パブリックドメイン

パブリックドメインは、著作権を失効した人物や著作権が適用されることのないアイデアや事実からなる作品の状態である。パブリックドメイン作品は作者が自明に公有に置いたり、もはやその作品の利用・頒布をコピーライトにより制御することがない作品である。その様な作品は法的な制約に縛られず作品を利用・修正・再頒布することが出来る。パブリックドメイン作品やパーミッシブ・ライセンスが課せられた作品はコピーセンターとも呼ばれる。一般的に使用されているパブリックドメイン・シンボルはコピーライト・シンボルに右上から左下へ斜線を引いたものである。

コピーレフト

コピーレフトは、コピーライトの言葉遊びから誕生した、作品を利用・修正・再頒布する自由の権利を行使するために著作権法を使用する概念である。コピーレフトの目的は作者が制作したコンテンツを作者以外の利用者が利用・修正する自由をコピーライトの下に著作権法に従って様々なライセンスで規定する法的フレームワークを提供することである。パブリックドメイン作品と異なり、作者はコンテンツの著作権を保持したまま、作品利用に対して制約の少ないライセンスによりコンテンツの利用・修正を許可する。コピーレフト・ライセンスは源作品の著作権表示を維持したまま、派生作品に同一のライセンスを課すことを求める。一般的に使用されているコピーレフト・シンボルはコピーライト・シンボルを左右反転したものであり、文字そのものには意味を持っていない。
ライセンスは、著作権法の下に作者が他者に対して作者の定めた制約に従う範囲でのコンテンツの利用を許諾する。コンテンツに課すライセンスにおいて、ライセンスの制約を緩めてパーミッシブ・ライセンスとすればオープンコンテントとして他者に作品の利用・修正を許可し、一方でライセンスの制約を締めてプロプライエタリ・ライセンスとすればコピーライトに従って作品の利用を制限する。パブリックドメイン相当の制約でコンテンツ利用を許諾するライセンスとしてはCC0やWTFPLがある。コピーレフト・ライセンスの例としてはGFDLやCC BY-SAがある。

## 各分野の利用
オープンコンテントの概念は専門分野においてより特化・洗練した形を取り、各分野で作品・製作物・成果の利用・修正・再頒布および共有をしている。

### ユーザー生成コンテンツ

ウィキペディア

ユーザーが生成したコンテンツを一つの形に取り纏めて、そのコンテンツをオープンライセンスで頒布するユーザー生成のオープンコンテントの在り方がある。ウィキペディアはウェブ上の利用者が生産するオープンコンテントの中で最もよく知られているデータベースの1つである。ウィキペディアの記事は、ウィキペディアの提示する利用許諾ライセンスを執筆文章に課すことを執筆者が同意しており、同ライセンスの下に記事を利用することができる。ウィキペディアのコンテンツの大部分はオープンコンテントであるが、一部の著作権のあるコンテンツはフェアユースの下で利用されている。

### メディア

クリエイティブ・コモンズ

テキスト・音楽・画像・動画などのメディアコンテンツでは、クリエイティブ・コモンズなどが提供するライセンススキームに従って作品の頒布を許可している。クリエイティブ・コモンズ・ライセンスの全てが完全に自由な作品の利用を認めているわけではなく、ライセンス条項に依っては商用利用禁止・改変禁止などの制約を伴って頒布を許可するものも存在する。クリエイティブ・コモンズ・ライセンスは自由文化作品の定義に従ったライセンスであると承認されている。クリエイティブ・コモンズのデジタルライブラリでは写真・クリップアート・音楽・文学などのオープンコンテントを提供している。あるウェブサイトにあるオープンコンテントを別のウェブサイトで大量に再利用することも合法ではあるが、重複コンテンツ問題を引き起こすため適切ではない。

### ソフトウェア

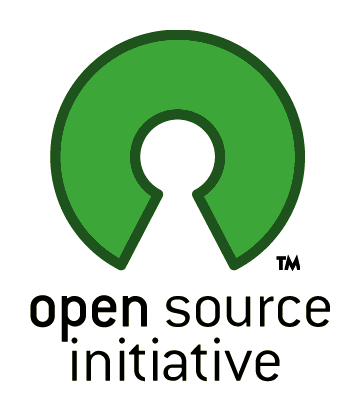
OSI

FSF

ソフトウェアでは、パーミッシブ・ライセンスやコピーレフト・ライセンス課したソフトウェアのソースコードを公開することで利用・修正・再頒布が可能となっている。オープンソース・イニシアティブやフリーソフトウェア財団が標準化団体として存在し、オープンソースの定義や自由ソフトウェアの定義によりオープンコンテントのソフトウェアの在り方を示している。単純化した作品のコラボレーションと同様にモジュール化したソフトウェアのマッシュアップは複数の作者のコンテンツを一つのソフトウェアとして構築することを認めている。オープンソースの開発モデルは、科学研究などの古典的な学術分野に代表されるピア認識および共同利益のインセンティブを有すると分類されており、このインセンティブモデルから生じる社会構造はコンテンツの生産コストを低下させる。P2Pの開発モデルでソフトウェアの重要な観点が与えられることにより、開発者から知識蓄積の負担を取り除き、ソフトウェアの開発コストを削減する。開発者から利用者へソフトウェアを提供すると同時に利用者から開発者へソフトウェアリソース（アイデア・レポート・バグ）が提供されるなら、開発モデルは利用者の人数に依存せず実現可能なスケーラビリティを持つことも出来る。オープンコンテントのソフトウェアとソースコードのインターネットを介した頒布はホスティングサービスにより自由に利用できる環境が整っている。

### エンジニアリング

オープンソースハードウェア

オープンコンテントの概念はエンジニアリングにおける設計やノウハウの分野で製品開発に関わるコスト削減や知識共有のために使われている。オープンデザインの概念は移動体通信・小規模製造 ・自動車産業・農業などのプロジェクトで使われている。製造分野でのオープンデザイン手法は新規もしくは既存改変の機器のコンポーネントを設計・製造するCADやCAMに利用されている。Open Source Hardware Associationはオープンソースのハードウェアの概念としてオープンソースハードウェアを提唱し、ハードウェアの知識・規格・製造の自由な利用・修正・頒布を促進している。これらの開発基盤となる迅速な製造技術により、エンドユーザーは、オープンコンテントのソフトウェアやハードウェアを使用して、設計図から独自機器を製造することもできる。

### 研究

オープンアクセス

学術分野において知識・研究結果・論文・書籍などのコンテントは自由利用は一般的ではないが、オープンコンテントの概念を伴ったコンテンツの利用・頒布を認めるオープンアクセスも広がりを見せている。オープンアクセスはオンラインの研究結果を著者の課したライセンスに従う範囲での自由な閲覧と利用を認めている。著者は研究結果の閲覧者を拡大するためや思想的な理由からオープンアクセス出版を利用する。PLOSやBioMed Centralなどのオープンアクセス出版社はオープンコンテントの論文の出版・閲覧をサポートしており、このような出版形態は人文科学より科学の分野でより使われるようになってきている。アメリカ国立衛生研究所・RUCK・EUなど、様々な投資組織や政府研究機関が資金調達の資格を得るためには学術成果をオープンアクセスとするオープンアクセス・マンデートとすることを定めている。マサチューセッツ工科大学など、機関レベルの大学は自身の理念の紹介でデフォルトでオープンアクセスとすることを述べている。いくつかの組織の理念では時間差で公開したり、研究者へ資金請求してオープンアクセスへ研究成果を提供している。オープンコンテントの出版は、従来大学が一般的に加入して支払っていた研究成果の情報を得るためのコストの削減の手法とみなされていたが、現在では質の良くない論文の提出を抑えることで業界全体の論文の質を高める手法であると考えられている。非オープンコンテントの論文を大学が入手するためには費用がかかるかもしれないが、そのような出版社が費用をかけることなく、論文は信頼しうる学者によって執筆・査読がなされている。この点において、Nature Publishing Groupとカリフォルニア大学のように、出版社と大学の間でサブスクリプション・コストについて論争が起きることがある。

### 教育

OER

高等教育のための代替ルートを提供する教育リソースを作成するためにオープンコンテントが利用されている。従来の大学は高価で学費・授業料は高騰しており、オープンコンテントの教育リソースは教育・学習コンテンツの共有と再利用に観点を置いた自由な高等教育を提供する一つの手法である。オープンコースウェア・セーラーアカデミー・カーンアカデミーなど、多くのオープンコンテントを通した教育を促進するプロジェクト・組織がある。MIT・Yele・Tuftsなどの大学は、オープンコンテントの学術分野利用の手法として教科書・参考資料・レッスンビデオ・チュートリアルなどを自由に利用できるよう公開している。そのような手法は機関全体の方針として採用したり、研究者個人や部署・部門の非公式なコンテンツとして提供したりする。

### 立法
どんな国・政府でも自身の法律と法システムを持っており、立法府が制定した成文法や判例に基づく不文法が法律文書として存在している。法の支配を受けた国家では、法律文書はオープンコンテントとして公開されているが、一般には明確なライセンスが課せられているわけではなく厳密には暗黙のライセンスで公開されている。いくつかの僅かな国家はでは、イギリス政府におけるCC-BY 4.0とライセンスの互換性があるOpen Government Licenceなど、法律文書は明確なオープンコンテントのライセンスが課せられている。他の多くの国家では、法律文書は政府を著作者として同国家の著作権法の下に適切に扱われる。ベルヌ条約による自動的な著作物の保護は法律文書には適用されず、第2.4条で公文書は著作物の保護から除外することが明文化されている。法律文章はライセンスを「継承」することも出来る。各国の法律文書類は、LexML Brasil・Legislation.gov.uk・EUR-Lexなど、各国のリポジトリを通じて利用可能である。一般に法律文書は一つ以上の正式版が存在するが、主に閲覧される文書は政府公報で公開されたものである。そのため、法律文書は最終的にはリポジトリまたはそれを含む政府公報が提示するライセンスを継承することが出来る。

## オープンライセンス
オープンライセンス（英: Open License）は、オープンコンテントの著作物をコピーライトの下に、その作品の作者の定める制約に従って利用者に利用・修正・再頒布を許可するライセンスの総称である。
オープンライセンスには、作品の利用制約の緩いパーミッシブ・ライセンスや、利用者の自由を広げるコピーレフト・ライセンスなどがある。オープンナレッジ・インターナショナルはオープンの定義においてオープンライセンスの単語を定義し、オープンライセンスとして適したライセンスの一覧を管理している。エリック・メーラーたちは自由文化作品の定義に準拠していると判断したライセンスのリストを管理している。
オープンライセンスはオープンソースライセンスと同様、ライセンスの互換性・ライセンスの氾濫・ライセンス感染の課題が存在し、ライセンスの策定および選択は注意深い検討が必要である。

### 推奨ライセンス
オープンナレッジ・インターナショナルは数あるオープンライセンスの内で利用を推奨するライセンスを提示している。
| ライセンス名                                           | 略称         | 策定者                               | 対象               | 備考                                                                                                 |
| ------------------------------------------------------ | ------------ | ------------------------------------ | ------------------ | --- |
| Creative Commons CC0                                   | CC0          | クリエイティブ・コモンズ             | コンテンツ・データ | パブリックドメイン同等の利用許可を与える汎用法的ツール                                               |
| Open Data Commons Public Domain Dedication and Licence | PDDL         | Open Data Commons                    | データ             | パブリックドメイン同等の利用許可を与えるデータに適用するライセンス                                   |
| Creative Commons Attribution 4.0                       | CC BY 4.0    | クリエイティブ・コモンズ             | コンテンツ・データ | 帰属表示を制約として自由な利用を許諾する汎用ライセンス                                               |
| Open Data Commons Attribution License                  | ODC BY       | Open Data Commons                    | データ             | 著作権表示を制約として自由な利用を許諾するデータに適用するライセンス                                 |
| Creative Commons Attribution Share-Alike 4.0           | CC BY-SA 4.0 | クリエイティブ・コモンズ             | コンテンツ・データ | 帰属表示と同等条件継承を制約として自由な利用を許諾する汎用ライセンス                                 |
| Open Database License                                  | ODbL         | オープンナレッジ・インターナショナル | データ             | 同等条件制約を派生利用コンテンツへ適用することを制約とするデータベース利用に際して適用するライセンス |

### その他ライセンス
オープンライセンスには特定分野に特化したライセンスが存在する。
ソフトウェア分野ではソフトウェアのソースコードやソフトウェアの挙動について制約として細かく言及したオープンソースライセンスがある。メディア分野ではGNU GPL同等の制約を芸術作品に適用することを目的としてCopyleft Attitudeの策定したFree Art Licenseがある。ゲーム分野ではテーブルトークRPGのシナリオについて言及したウィザーズ・オブ・ザ・コーストの策定したOpen Game Licenseがある。政府資料・法律文書では政府のウェブサイトで頒布されるコンテンツをCC-BY 4.0と互換性のあるオープンコンテントの利用を許諾するライセンス・利用規約として、イギリス政府の
Open Government Licenceや日本政府の政府標準利用規約と公共データ利用規約がある。